# Making Your Mind Up
A Making Your Mind Up (magyarul: Meggondolod magad) című dal volt az 1981-es Eurovíziós Dalfesztivál győztes dala, melyet a brit Bucks Fizz adott elő angol nyelven.

## Az Eurovíziós Dalfesztivál
A dal a március 11-én rendezett brit nemzeti döntőn nyerte el az indulás jogát.
A dal gyors tempójú, melyben az énekesek egy kapcsolat indulásáról beszélnek. Az előadás emlékezetes maradt a koreográfia miatt: a négytagú együttes tagjai a dal közben táncra perdültek, majd egy ponton a két férfi énekes lerántotta a két női énekes szoknyáját, mely alatt egy rövidebb szoknya volt.
Az április 4-én rendezett döntőben a fellépési sorrendben tizennegyedikként adták elő, a norvég Finn Kalvik Aldri I Livet című dala után, és a portugál Carlos Paião Play-Back című dala előtt. A szavazás során százharminchat pontot szerzett, mely az első helyet érte a tizenkilenc fős mezőnyben. Ez volt az Egyesült Királyság negyedik győzelme.
A következő brit induló Bardo One Step Further című dala volt az 1982-es Eurovíziós Dalfesztiválon.
A következő győztes a német Nicole Ein bißchen Frieden című dala volt.
A dal a verseny után a slágerlistákon is nagy siker volt, összesen kilenc országban volt listavezető, valamint az első tízbe került olyan országokban is, mint Ausztrália, Új-Zéland és Dél-Afrika.

### Kapott pontok
|                                              | Zsűrik |     |     |     |     |     |     |     |     |     |     |     |     |     |     |     |     |     |     |   |
| AUT                                          | TUR    | GER | LUX | ISR | DEN | YUG | FIN | FRA | ESP | NED | IRE | NOR | GBR | POR | BEL | GRE | CYP | SUI | SWE |   |
| Kapott pontok                                | 4      | 8   | 4   | 5   | 12  | 10  | 10  | 3   | 7   | 8   | 12  | 10  | 3   |     | 6   | 8   | 6   | 4   | 8   | 8 |
| A tábla a fellépés sorrendjében van rendezve |        |     |     |     |     |     |     |     |     |     |     |     |     |     |     |     |     |     |     |   |

## Slágerlistás helyezések
| Slágerlisták (1981) | Lh.* |
| ------------------- | ---- |
| Ausztrália          | 16   |
| Ausztria            | 1    |
| Belgium (Flandria)  | 1    |
| Egyesült Királyság  | 1    |
| Hollandia           | 1    |
| Németország         | 5    |
| Norvégia            | 2    |
| Spanyolország       | 9    |
| Svájc               | 3    |
| Svédország          | 2    |
| Új-Zéland           | 3    |

*Lh. = Legjobb helyezés.

## Külső hivatkozások
- Dalszöveg
- YouTube videó: A Making Your Mind Up című dal előadása a dublini döntőn